# Correcció de mercat
Una correcció de mercat és un canvi ràpid en el preu nominal d'una mercaderia, després que s'ha eliminat una barrera al lliure comerç i el mercat lliure estableix un nou preu d'equilibri. També pot referir-se a diverses d'aquestes correccions d'una sola mercaderia en massa, com a efecte col·lectiu sobre diversos mercats simultàniament.

## Correcció del mercat de la borsa
Una "correcció de borsa" es refereix a un retrocés del 10% del valor d'un índex de valors. Les correccions s'acaben quan les accions assoleixen nous màxims. Les correccions del mercat de valors es mesuren normalment de manera retrospectiva des dels màxims recents fins al seu preu de tancament més baix. El període de recuperació es pot mesurar des del preu de tancament més baix fins a nous màxims (de baix fins a la recuperació). Guanys del 10% del mínim és una definició alternativa de la sortida d'una correcció
Les caigudes del 20% o més es classifiquen com a mercat baixista.